# Yushania confusa
Yushania confusa är en gräsart som först beskrevs av Mcclure, och fick sitt nu gällande namn av Zheng Ping Wang och Guang Han Ye. Yushania confusa ingår i släktet yushanior, och familjen gräs. Inga underarter finns listade i Catalogue of Life.